# غاريث ديفيز (لاعب كريكت)
غاريث ديفيز (16 فبراير 1975 في المملكة المتحدة - )  (بالإنجليزية: Gareth Davies)‏ هو لاعب كريكت بريطاني.

## وصلات خارجية
- غاريث ديفيز على موقع إي آس بي آن كريك إنفو (الإنجليزية)